# Sighignola
De Sighignola is een berg in Italië, in de regio Lombardije, gelegen tussen het Comomeer en het Luganomeer. De berg is 1.302 meter hoog. Bovenop bevindt zich een plateau vanwaar men een goed uitzicht heeft op Zwitserland, van de stad Lugano tot aan centraal Zwitserland. Mede hierom wordt Monte Sighignola ook wel het balkon of het dak van Italië genoemd. De weg hiernaartoe gaat via Lanzo d'Intelvi.